# 美野仮乗降場
美野仮乗降場（みのかりじょうこうじょう）は、北海道北見市端野町緋牛内にあった日本国有鉄道網走本線（現・石北本線に含まれる部分）の仮乗降場（局設定）。利用者僅少により廃駅となった。なお廃止時期は不明だが、1958年測量の地形図に記されていることから、それ以降と推定される。

## 歴史
- 1946年（昭和21年）7月 - 開設[1]。
- 時期不詳（1958年以降） - 廃駅。

## 駅構造
単式ホーム1面1線の無人駅だったと思われる。

## 駅周辺
- 国道39号（北見国道）
- ポントペンピラウシナイ川
- 美幌側の緋牛内トンネル手前の国道に北海道北見バス美幌・津別線の美野入口バス停がある。

## 参考図書
- 国土地理院 1965年9月30日発行 2万5千分の1地形図 「緋牛内」（1958年測量）

## 隣の駅
日本国有鉄道
網走本線（廃止時点）
緋牛内駅 - 美野仮乗降場 - 鳥ノ沢仮乗降場